# روزو دی ربیا
روزو دی ربیا (به لاتین: Rosso di Ribia) یک کوه در سوئیس است که در کانتون تیچینو واقع شده‌است. روزو دی ربیا ۲٬۵۴۷ متر بالاتر از سطح دریا واقع شده‌است.